# (35509) 1998 FK44
1998 FK44 (asteroide 35509) é um asteroide da cintura principal. Possui uma excentricidade de 0.28434300 e uma inclinação de 4.26492º.
Este asteroide foi descoberto no dia 20 de março de 1998 por LINEAR em Socorro.